# Virophage

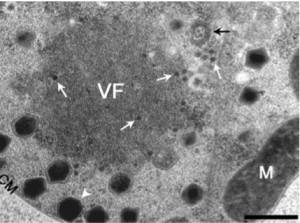
Image montrant des CroV (pointe de flèche blanche) infectés par des (longues flèches blanches).

Un virophage (mot formé par analogie avec le terme bactériophage) est un virus qui infecte un autre virus pour se répliquer. Ce mode de réplication est étonnant car jusqu'à leur découverte les virologues pensaient que les virus infectant les cellules pour en exploiter la machinerie cellulaire ne pouvaient être qu'exclusivement parasites et non pas eux-mêmes hôtes d'autres parasites. L'exemple des virophages montre qu'en réalité, les gros virus peuvent être eux-mêmes « infectés » par d'autres virus plus petits.

## Histoire
Dans un premier temps apparenté à un fragment satellite d'acide nucléique
(d'où son nom), tel qu'on en trouve régulièrement aux alentours des virus, Spoutnik fut par la suite reconnu comme une entité virale à part entière, le premier connu à infecter d'autres virus. Spoutnik peut parasiter les virus géants tels que Mimivirus et Mamavirus. Il a été découvert par l'équipe de Didier Raoult en août 2008, celle-là même qui avait découvert le premier virus géant, Mimivirus.

## Caractéristiques
Spoutnik, l'holotype, est un petit virus infectant Mimivirus, lui-même parasite de l'amibe Acanthamoeba Polyphaga.
Son virion est fait d'une capside protéique icosaédrique d'environ 74 nm de diamètre renfermant une membrane lipidique.
Son génome est un ADN circulaire double-brin de 18 343 paires de bases dont 21 gènes reconnus ou putatifs. Certains de ces gènes ont des homologues à l'intérieur même de la séquence de son hôte viral, d'autres également sont similaires à des gènes retrouvés dans des bactériophages et des archées. Cette composition génétique particulière et sa fonction parasitaire ciblant des virus, amènent à reconsidérer Spoutnik comme le premier représentant d'une nouvelle famille virale : les virophages.